# Luigi Baruffi
Luigi Baruffi (Abbiategrasso, 10 giugno 1943) è un politico italiano.

## Biografia
Esponente milanese della Democrazia Cristiana, di cui fa parte della corrente Primavera, vicina a Giulio Andreotti. 
Nel 1980 viene eletto in consiglio regionale della Lombardia, confermando il seggio anche nel 1985.
Alle elezioni politiche del 1987 viene eletto deputato, riuscendo a confermare il seggio anche dopo le elezioni del 1992. Conclude il proprio mandato parlamentare nel 1994.